# غريغوري فروست
غريغوري فروست (بالإنجليزية: Gregory Frost)‏ (13 مايو 1951)؛ روائي أمريكي.

## روابط خارجية
- غريغوري فروست على موقع IMDb (الإنجليزية)
- غريغوري فروست على موقع كينوبويسك (الروسية)